# 현금전환주기
현금전환주기(Cash conversion cycle, CCC)는 관리회계에서 기업이 고객 판매 확대를 위해 재고 투자를 늘릴 경우 현금이 얼마나 오랫동안 부족해지는지를 측정한다. 따라서 이는 성장에 따른 유동성 위험을 측정하는 척도이다. 그러나 CCC를 단축하면 자체적인 위험이 발생한다. 기업이 공급업체에 비용을 지불하기 전에 고객으로부터 수집하여 부정적인 CCC를 달성할 수도 있지만 엄격한 수집 및 느슨한 지불 정책이 항상 지속 가능한 것은 아니다.

## 목표
현금전환주기와 그 계산을 연구하는 목적은 신용매입 및 신용판매에 관한 정책을 변경하는 것이다. 신용구매대금의 지급기준이나 채무자로부터 현금을 받는 기준은 현금전환주기 보고에 따라 변경될 수 있다. 현금 유동성이 좋다면 과거 신용정책을 유지할 수 있다. 그 목표는 또한 비즈니스의 현금 흐름을 연구하는 것이다. 현금흐름표와 현금환산주기 연구가 현금흐름 분석에 도움이 될 것이다. CCC 판독값은 동일한 산업 부문의 여러 회사 간에 비교되어 현금 관리의 품질을 평가할 수 있다.

## 같이 보기
- 운용 자금